# Filip Nguyen
Filip Nguyen (Praga, 14 de septiembre de 1992) es un futbolista checo, nacionalizado vietnamita, que juega en la demarcación de portero para el Cong An Hanoi FC de la V.League 1.

## Selección nacional
Hizo su debut con la selección absoluta de Vietnam el 9 de enero de 2024 en un encuentro amistoso contra Kirguistán que finalizó con un resultado de 2-1 a favor del combinado kirguís tras los goles de Ayzar Akmatov y Joel Kojo para Kirguistán, y de Trương Tiến Anh para Vietnam.

## Clubes
| Club                       | País            | Año       | Partidos | Goles |
| -------------------------- | --------------- | --------- | -------- | ----- |
| Loko Vltavín (cedido)      | República Checa | 2011-2012 | 0        | 0     |
| AC Sparta Praga            | República Checa | 2012-2014 | 0        | 0     |
| SK Union 2013              | República Checa | 2014-2016 | 16       | 0     |
| FC Sellier & Bellot Vlašim | República Checa | 2016-2018 | 45       | 0     |
| FC Slovan Liberec          | República Checa | 2018-2021 | 94       | 0     |
| 1. FC Slovácko             | República Checa | 2021-2023 | 76       | 0     |
| Cong An Hanoi FC           | Vietnam         | 2023-     | 54       | 0     |